# Seznam navarrských královen
Toto je úplný seznam královen Navarrského království v letech 1425–1830.

## Trastámarové(1425–1479)
| Portrét | Erb | Jméno                     | Otec                            | Narození        | Sňatek        | Stala se chotí                        | Korunovace | Přestala být chotí | Smrt           | Manžel    |
| ------- | --- | ------------------------- | ------------------------------- | --------------- | ------------- | ------------------------------------- | ---------- | ------------------ | -------------- | --------- |
|         |     | Anežka Klevská de iure    | Adolf I. Klevský (La Marckové)  | 24. března 1422 | 30. září 1439 | 1. dubna 1441 manželův nástup na trůn | -          | 6. dubna 1448      | 6. dubna 1448  | Karel IV. |
|         |     | Jana Enríquezová de facto | Fadrique Enríquez (Enríquezové) | 1425            | 1. dubna 1444 | 1. dubna 1444                         | -          | 13. února 1468     | 13. února 1468 | Jan II.   |

## Manželky navarrských králů z rodu Foix-Grailly (1479–1516)
| Portrét | Jméno    | Dynastie   | Narození–úmrtí | Sňatek | Královnou od–do | Manžel            |
| ------- | -------- | ---------- | -------------- | ------ | --------------- | ----------------- |
|         | Eleonora | Trastámara | 1425–1479      | 1436   | 1479–1479       | Gaston IV. z Foix |
|         | Kateřina |            | 1470–1517      | 1484   | 1483–1517       | Jan III.          |

## Manželky dolnonavarrských králů zrodu Albretovců(1518–1572)
| Portrét | Jméno               | Dynastie   | Narození–úmrtí | Sňatek | Královnou od–do | Manžel       |
| ------- | ------------------- | ---------- | -------------- | ------ | --------------- | ------------ |
|         | Markéta z Angoulême | Valois     | 1492–1549      | 1525   | 1527–1549       | Jindřich II. |
|         | Johana III.         | Albretovci | 1528–1572      | 1548   | 1555–1572       | Antonín I.   |

## Manželky dolnonavarrských králů zdynastie Kapetovců,Bourbon-Vendôme(1553–1792, 1830)
| Portrét | Jméno                                     | Dynastie              | Narození–úmrtí | Sňatek | Královnou od–do                      | Manžel                    |
| ------- | ----------------------------------------- | --------------------- | -------------- | ------ | ------------------------------------ | ------------------------- |
|         | Markéta z Valois                          | Valois                | 1553–1615      | 1572   | 1572–1599 nekorunována               | Jindřich III.             |
|         | Marie Medicejská                          | Medicejští            | 1575–1642      | 1600   | 1600–1610 korunována 13. května 1610 | Jindřich III.             |
|         | Anna Španělská                            | Španělští Habsburkové | 1601–1666      | 1615   | 1615–1643 nekorunována               | Ludvík II.                |
|         | Marie Tereza Habsburská                   | Španělští Habsburkové | 1638–1683      | 1660   | 1660–1683 nekorunována               | Ludvík III.               |
|         | Françoise d'Aubigné morganatická manželka |                       | 1635–1719      | 1685   | (1685–1715)                          | Ludvík III.               |
|         | Marie Leszczyńská                         | Leszczyńští           | 1703–1768      | 1725   | 1725–1768 nekorunována               | Ludvík IV.                |
|         | Marie Antoinetta                          | Habsbursko-Lotrinští  | 1755–1793      | 1770   | 1774–1792 nekorunována               | Ludvík XVI.               |
|         | Marie Terezie Bourbonská                  | Bourboni              | 1787–1851      | 1799   | 1830–1830                            | Ludvík Antonín Bourbonský |